# Egyiptomi ugróegér
Az egyiptomi ugróegér (Jaculus jaculus) az emlősök (Mammalia) osztályának rágcsálók (Rodentia) rendjébe, ezen belül az ugróegérfélék (Dipodidae) családjába tartozó faj.
A Jaculus nem típusfaja.

## Előfordulása
Észak-afrikai és arábiai sivatagok éjjel aktív, rendkívül gyors mozgású lakója. Lakóhelyei a nyílt, száraz síkságok, homokos sztyeppék és sivatagok. A talajban sokszorosan elágazó, mély folyosókat ás, ahova a legkisebb veszély esetén menekül.

## Megjelenése

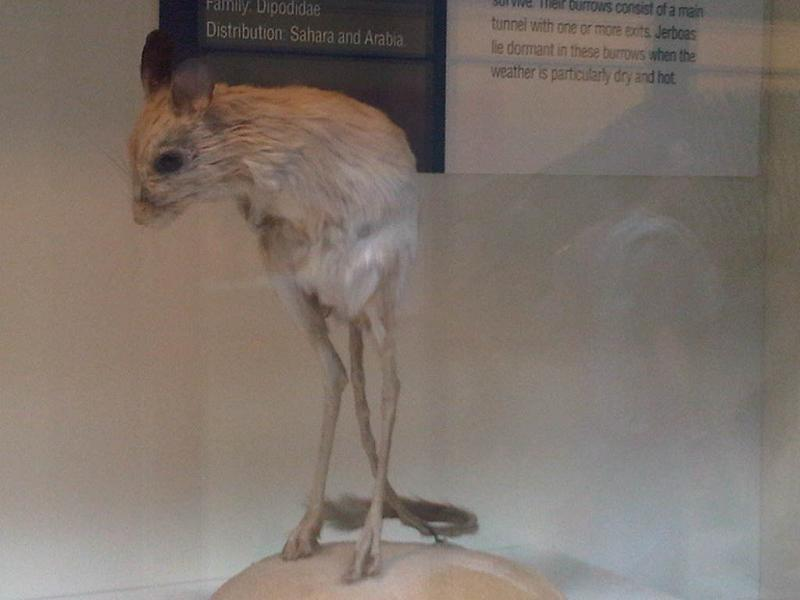
Kitömött egyiptomi ugróegér a londoni Természettudományi Múzeumban

Színe alkalmazkodott a sivatag homokjához. Háta szürkés zsemleszínű, hasa fehér. Farka felül halványsárga, alul fehér; végén fekete-fehér bojt van. Szőre finom tapintású, selymes.
A kifejlett állatok hossza 10-12 centiméter, míg farkuk akár 20-25 centiméteres is lehet. A hímek kisebbek a nőstényeknél. Az ugróegerek mellső lábai igen rövidek, szinte csökevényesek. Hátsó végtagjaik viszont annál erőteljesebbek: ezek segítségével veszély esetén akár 40–50 km/h sebességgel menekülhet, miközben kétmétereseket ugrik. Ha egyenesen ül, mellső lábait mellére szorítva farkára támaszkodik. Ilyenkor úgy tűnik, mintha nem is lennének karjai.
Érzékszervei az éjszakai életmódhoz alkalmazkodtak. Szemei a fejéhez képest óriásiak. Szája mellett 8–10 cm hosszú bajuszszőrök vannak, melyekkel remekül tud tájékozódni a sötétben.

## Életmódja
Különféle füveket, magvakat, némi gyümölcsöt, rovarokat eszik. Vizet egész életében egy cseppet sem iszik, mert teste nem ad le nedvességet. Így elegendő a magokban található csekély mennyiségű víz a túléléséhez. A nappalt föld alatti üregekben tölti. Csak alkonyatkor jelenik meg és indul táplálékot keresni. Veszély esetén járataiba menekül.

## Szaporodása
Utódait a föld alatti kotorékban hozza világra. A hímet a szülés előtt a nőstény elkergeti. Fészkét száraz fűvel és tevegyapjúval béleli ki. Egy hónapos vemhesség után 1-6 kölyköt ellik. A kicsik már csaknem kifejletten, 5-6 hetesen jönnek elő a járatból.